# لبون-ویه
شهر لبون-ویه (به فرانسوی: Les Bons Villers) در شهرستان شرلروآ  در استان انو  در منطقه فدرال والوون در کشور بلژیک واقع شده‌است.